# Sunaura Taylor
Sunaura "Sunny" Taylor (nascuda el 21 de març de 1982) és una pintora, escriptora i activista nord-americana per la discapacitat i els drets dels animals. Actualment resideix a Oakland, Califòrnia, i és professora ajudant al departament de ciències ambientals, polítiques i gestió de la Universitat de Califòrnia, Berkeley.

## Biografia
L'obra de Taylor s'ha exposat a l'Smithsonian i en altres galeries importants dels Estats Units. Ha rebut el premi Joan Mitchell Foundation 2008. El 2004, va rebre el Gran Premi a l'exposició del jurat VSA Arts Driving Force per a artistes emergents amb discapacitat. Una part de la seva obra tracta sobre qüestions de drets dels animals, ja que Taylor és una vegana abolicionista.
Taylor va néixer amb artrogriposi (contractures musculars congènites de naixement a les articulacions) i fa servir una cadira de rodes. És una membre activa a la Society for Disability Studies i ha participat en manifestacions pels drets de la discapacitat. El seu treball sobre el moviment dels drets de la discapacitat ha aparegut a la revista marxista Monthly Review, i el seu Self Portrait with TCE va ser la primera imatge a tot color impresa en la llarga història de la publicació. Ha aparegut al programa All Things Considered a la National Public Radio, i a la sèrie de la televisió pública de Geòrgia State of the Arts. La seva obra també ha aparegut sovint a la revista Flagpole Magazine de la seva ciutat natal, Athens, Geòrgia.
Taylor va argumentar la seva posició contra els productes animals en el seu article del 17 de febrer de 2009, "És possible menjar carn de manera conscient?" i de nou en el seu article del 29 de març de 2011, "Perquè no existeix la carn compassiva", tots dos publicats a AlterNet .
També és germana de la cineasta Astra Taylor, i va aparèixer a la seva pel·lícula de 2008 Examined Life al costat de la filòsofa Judith Butler.

## Publicacions
- Taylor, Sunaura. Beasts of Burden: Animal and Disability Liberation.  The New Press, 2017. ISBN 978-1620971284.